# دنیس رایمر
دنیس رایمر (انگلیسی: Dennis Reimer؛ زادهٔ ۱۲ ژوئیهٔ ۱۹۳۹) ژنرال بازنشسه نیروی زمینی ایالات متحده آمریکا است، که در فاصله سال‌های ۱۹۹۵ تا ۱۹۹۹ به‌عنوان سی و سومین رئیس ستاد نیروی زمینی ایالات متحده آمریکا فعالیت می‌کرد.
رایمر فعالیت نظامی را از سال ۱۹۶۲ در نیروی زمینی آمریکا آغاز کرد، از ۱۹۸۲ تا ۱۹۸۳ رئیس ستاد لشکر ۸ پیاده بود، از ۱۹۸۸ تا ۱۹۹۰ فرماندهی لشکر ۴ پیاده را برعهده داشت، در فاصله سال‌های ۱۹۹۱ تا ۱۹۹۳ به‌عنوان جانشین رئیس ستاد نیروی زمینی آمریکا فعالیت می‌کرد و از ۱۹۹۳ تا ۱۹۹۵ فرماندهی نیروهای زمینی ایالات متحده آمریکا را برعهده داشت.